# José de Magalhães Braga
Sebastião José de Magalhães Braga foi um político brasileiro.
Foi governador do Maranhão, de 1 de março a 11 de agosto de 1898.